# Муромское княжество

Муромское княжество на карте Северо-Восточной Руси (XIII век)

Муромское княжество — княжество, существовавшее на Руси в XII — XIV веках. Столица — город Муром. Название его происходит от финно-угорского племени мурома, которое впервые упоминается в Повести временных лет под 862 годом в составе Государства Рюрика. Муромское княжество занимало территорию бассейнов рек Мотры, Пры, Велетьмы и низовья реки Тёши.
С начала XI века до 1127 года (с перерывами) Муромская земля была неотделимой волостью киевских, а затем  черниговских князей, но с 1127 года, после внутреннего конфликта черниговских князей Муром стал центром отдельного, обособившегося от Чернигова княжества, включавшего также Рязань и получившего в историографии название Муромо-Рязанское княжество. Центр этого княжества в 1150-е годы переместился из Мурома в Рязань, затем в 1160-е годы произошло его разделение на Муромское княжество и Рязанское княжество, однако в историографии они часто рассматриваются вместе вплоть до монгольского нашествия.

## Муромская волость
В Х—XI веках Муром был крупным торговым центром. Первым удельным муромским князем был Глеб Владимирович. После его гибели городом сначала управлял великокняжеский наместник, а с 1024 года, когда Муромская земля вошла в состав Черниговского княжества, Муромом управляли черниговские наместники.
В 1088 году на некоторое время Муром был захвачен волжскими болгарами. В конце XI века Муромская земля стала ареной борьбы сыновей Владимира Мономаха с Олегом Святославичем, к 1097 году добившимся для себя и своих братьев восстановления прав на Черниговскую и Муромскую земли.

## Муромо-Рязанское княжество
В 1127 году, после изгнания Ярослава Святославича Всеволодом Ольговичем из Чернигова, Муромо-Рязанское княжество обособилось в линии потомков Ярослава. После его смерти (1129 год) муромский стол последовательно занимали его сыновья Юрий, Святослав и Ростислав. Последний, перейдя по смерти брата в Муром, в Рязани посадил своего младшего сына Глеба (1145), нарушив тем самым вотчинные права Святославичей, и те нашли защиту у Юрия Долгорукого и Святослава Ольговича. Ростислав вступил в союз с главным противником Долгорукого, Изяславом Мстиславичем, и летопись дважды упоминает о признании муромо-рязанскими князьями старшинства младшего брата Изяслава, Ростислава Смоленского, в 1147 и 1155 (когда Ростислав Мстиславич после смерти брата ненадолго стал князем киевским) годах.
В 1146 году Ростислав вторгся в Суздальскую землю, чтобы отвлечь Юрия Долгорукого и позволить тем самым Изяславу Мстиславичу изгнать Святослава Ольговича из Северской земли. Ростислав и Андрей Юрьевичи во главе суздальских войск вступили на Муромо-Рязанскую землю, Ростислав вынужден был бежать в степи к половцам, муромский престол занял Владимир Святославич, рязанский — Давыд Святославич, а после его смерти (1147) — Игорь Святославич. Ростиславу удалось с помощью половцев вернуть Рязань в 1148—1149 годах, а Муром — лишь в 1151—1152 годах, причём восстановление его власти во всём Муромо-Рязанском княжестве стало возможным, по разным версиям, в результате поражения Юрия Долгорукого в битве на р. Руте (1151) либо ценой признания зависимости от Юрия, что выражалось в участии Ростислава в походе последнего на Чернигов (1152).
В 1153 году, ещё при жизни Изяслава Мстиславича, Юрий поднялся в очередной поход на юг, но Ростислав снова вторгся в Суздальскую землю. Юрий захватил Рязань, посадил там сына Андрея, но вскоре Ростислав с половцами выгнал его. После смерти Ростислава в 1153 году старшим в роду оказался его племянник Владимир Святославич. Он умер рязанским князем в 1161 году, таким образом, в 1150-е годы столица Муромо-Рязанского княжества переместилась из Мурома в Рязань.

## Муромское княжество
После смерти Владимира Святославича (1161) его потомки больше не смогли претендовать на Рязань, поскольку его сын Юрий Владимирович не дождавшись своей очереди умер раньше своего двоюродного дяди Глеба Ростиславича. Однако потомкам Юрия Владимировича удалось утвердиться в Муроме и с 1160-х годов Муромское княжество фактически обособилось от Рязанского, однако в историографии они часто рассматриваются вместе вплоть до монгольского нашествия. «Повесть о разорении Рязани Батыем» создаёт ошибочное представление, что Муром и Рязань находились в руках родных братьев, однако в действительности в Муроме уже несколько десятилетий правила своя династия. В 1159—1237 годах муромские князья неизменно действовали в союзе с владимирскими, в том числе и против рязанских князей: В 1207 году Давыд Юрьевич муромский недолго владел Пронском, отнятым Всеволодом Большое Гнездо у рязанских князей.
В первый приход монголов на Русь (1237/38) Муром уцелел, хотя двое муромских князей погибли, помогая рязанцам. В 1239 году татары впервые сожгли Муром, зайдя со средней Волги, подавляя восстания волжских булгар и мордвы. Затем во второй половине XIII века татары жгли Муром ещё минимум трижды.
В период 1239—1344 годах о муромских князьях ничего не известно.

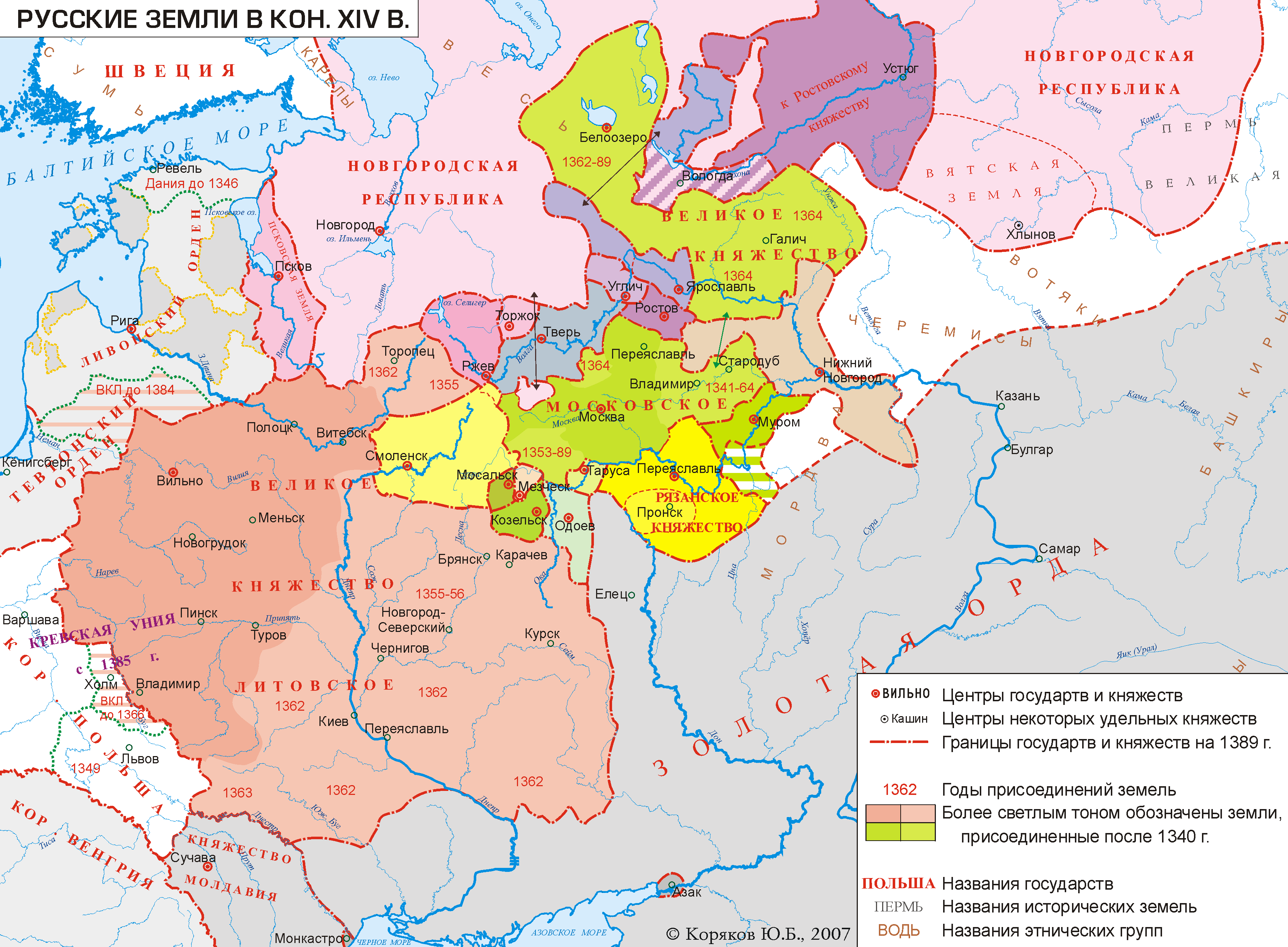
Муромское княжество в 1389 году,
за три года до потери своей независимости.

В 1351 году муромский князь Юрий Ярославич восстановил Муром, запустевший за время татарских нашествий. Однако в 1355 году его согнал со своего стола Фёдор Глебович. Князь Юрий поехал в Орду судиться с Фёдором Глебовичем, но хан дал ярлык Фёдору.
В 1392 году великий князь московский Василий I Дмитриевич получил в Орде ярлык на Муромское княжество, что явилось официальным концом его политической независимости. Княжество в итоге было присоединено к Москве.

### Список походов муромских князей (XII—XIII вв)
- 1152 — Чернигов
- 1159 — Вщиж
- 1164 — Волжская Булгария
- 1170 — Новгород
- 1172 — Волжская Булгария
- 1173 — Вышгород
- 1174 — Владимир
- 1183 — Волжская Булгария
- 1185 — Коломна
- 1196 — Чернигов
- 1207 — Пронск
- 1213 — Ростов
- 1216 — Липицкая битва
- 1220 — Волжская Булгария
- 1228 — мордва
- 1232 — мордва